# Królewo (województwo zachodniopomorskie)
Królewo (niem.: Krolow) – wieś w Polsce położona w województwie zachodniopomorskim, w powiecie sławieńskim, w gminie Postomino.
Wieś jest siedzibą sołectwa Królewo w którego skład wchodzi również miejscowość Królewko.
Według danych z 2011 roku wieś liczyła 231 mieszkańców. 
W latach 1975–1998 miejscowość administracyjnie należała do województwa słupskiego.
Inne miejscowości o nazwie Królewo: Królewo, Królewo Malborskie
Dawniej istniała osada Przybudówka-Królewo, włączona do wsi, nazwa zlikwidowana.

## Zabytki
- dwór[6].